# C9H22N4
化学式C9H22N4（摩尔质量：186.30 g/mol）可以指：
- 1,4,7,10-四氮杂环十三烷，CAS号：295-14-7
- N-(8-氨基辛基)胍，CAS号：150333-70-3
- 1-甲基-1,4,7,10-四氮杂环十二烷，CAS号：133008-74-9

|  | 这个同类索引页列出了具有相同分子式的化学物（即同分異構體）条目。 除非您是有意链接至本页，否则应将相应条目的内部链接指向正确的条目。 |